# 岡山シティエフエム
株式会社岡山シティエフエム（おかやまシティエフエム）は、岡山県岡山市北区を中心にした岡山市内と赤磐市の一部地域を放送区域として超短波放送（FM放送）を行う特定地上基幹放送事業者である。Radio momo（レディオモモ）の愛称でコミュニティ放送を営んでいる。市民の設立準備委員会が中心となって設立された。

## 概要
1997年1月1日に開局した。当時は県域放送の岡山エフエム放送が開局する前であり、岡山県内ではエフエムくらしき（倉敷市）に次いで2局目の開局である。政令指定都市に移行される12年前のことであり、2009年4月1日に政令指定都市へ移行されてからは、岡山市北区が公式放送対象区域である。ただし、北区御津地域と北区建部町地域は微弱な電波でもクリアに聞ける車のラジオでも受信不可能で、ケーブルテレビ（岡山ネットワーク）の再配信を使わないと受信不可能である。
愛称レディオモモの「モモ」は岡山名産の「桃」とミヒャエル・エンデ原作の「モモ」（モモと時間泥棒）に由来しており、開局当時に制定されたキャラクターの作画は奈良美智が担当していた。2009年10月には、開局以来使用されていたキャラクターに変わって、周波数に由来するFM79.0のロゴマークが制定され、愛称表記も開局以来使用されていたRadio MOMOからRadio momoに変更された。
主に自社制作番組とミュージックバード、J-WAVE（USENのSOUND PLANETを使用）の番組で編成され、毎日5:00を基点に24時間放送を行っている。J-WAVEの番組の放送は2012年3月に一旦終了したが、2024年4月1日から再開されている。
筆頭株主は岡山市で、その他、岡山商工会議所・岡山表町商店街・山陽新聞社・天満屋・ベネッセコーポレーション・両備ホールディングス・中国銀行・トマト銀行・RSKホールディングス・テレビせとうちなどが主要株主である。エフエムくらしきと、2局共同の「POWER PLAY」を選定したり、地元タウン誌への2局共同広告の掲載、お互いの局の自主制作番組の放送や2局同時ネット番組の放送を行ったこともある。
2012年5月1日からJCBAインターネットサイマルラジオによる同時再送信が開始されている（24時間放送、ミュージックバード制作の番組も再送信を実施）。
広島県のエフエムふくやま・岡山県のエフエムくらしき・香川県のエフエムサン・エフエム高松コミュニティ放送・エフエムセト（廃局）・高松シティエフエム（FM81.5に統合）で、瀬戸内コミュニティFMネットワークを結んでいる。
2018年7月に発生したいわゆる西日本豪雨では、災害発生前の5日夜から警戒を呼び掛ける放送を開始し、8日夕方まで番組編成を変更して情報を伝えた。その後も25日まではほとんどの番組が災害情報を放送した。21日までは土曜日も普段設けていない生ワイド番組を編成し、被災者支援情報などを伝えた。

### 送信所・中継局
送信所は岡山市中区の岡山国際ホテル屋上に設置されている。そのため、政令指定都市に移行した2009年4月1日以降は区域外送信所となる。また、赤磐市が災害情報の伝達力強化を目的に同市内3か所に中継局を整備し、2020年3月1日に開局している。もちろん、区域外中継局となる。
| 送信所                                                   | 空中線電力 | 設置場所                                 |
| -------------------------------------------------------- | ---------- | ---------------------------------------- |
| 親局                                                     | 20W        | 岡山市中区門田本町（岡山国際ホテル屋上） |
| 大盛山中継局                                             | 15W        | 赤磐市可真下                             |
| 宇根山中継局                                             | 10W        | 赤磐市石                                 |
| 山鳥山中継局                                             | 10W        | 赤磐市是里                               |
| - 親局のコールサインはJOZZ8AD-FM - 周波数はすべて79.0MHz |            |                                          |

## ケーブルテレビ再送信局
以下のケーブルテレビでは岡山シティエフエムが再送信されている。
- 岡山ネットワーク
- 倉敷ケーブルテレビ
- 矢掛放送
- ケーブルネットワーク金光

## 主な番組

### 自主制作番組（生放送）
放送日が祝日の場合と年末年始は放送を休止し、ミュージックバードのコミュニティー放送局専用チャンネル、またはJ-WAVEの番組をネットする。
- 〜朝刊ラジオ〜元気! おかやま（月曜 - 金曜 6:55 - 9:00）
- 〜夕刊ラジオ〜レディオモモ （月曜 - 金曜 16:54 - 19:00）
- 〜お昼のひととき〜 ランチタイム インフォメーション（金曜 11:50 - 13:00）
  - 2021年3月までは月曜 - 金曜の12:00 - 12:45に放送されていたが、同年4月より金曜のみの放送となった。

#### 過去
- 朝ワイド
  - OKAYAMA WAKIN' RADIO（月曜 - 金曜 7:00 - 9:00）
- 昼ワイド
  - トランタンワールド（月曜 - 水曜 10:00 - 12:45）
  - OKAYAMA SWEET STREET（月曜 - 金曜 11:30 - 13:45）
  - 大好き! MOMOランチ（月曜 - 金曜 11:00 - 13:00）
  - お昼のひとときMOMO時間（月曜 - 金曜 12:00 - 13:00）※当初は月曜 - 金曜 13:00 - 14:00
- 夕方ワイド
  - ALL Hit Radio（月曜 - 金曜 17:00 - 18:45）※エフエムくらしきとの共同制作
  - OKAYAMA EVENING CUBE（月曜 - 木曜 16:45 - 19:00 / 金曜 16:45 - 18:30）
- 週末ワイド
  - YUM YUM DIARY（木曜 - 金曜 10:00 - 12:45）
  - 日曜カタログ BON DIMANCHE（日曜 11:00 - 13:00）※第1日曜のみ11:30 - 13:00

### 自主制作番組（公開収録）
- うたわら

2014年8月よりスタートした番組だが、12月5日のイオンモール岡山グランドオープン日から放送形態や放送時間を変更した。金曜午後5時から、イオンモール岡山1階haremachiスタジオで公開収録をおこない、午後8時からその模様を放送する。そのため、番組開始部分に番組題名ではなくてharemachiスタジオからの生放送番組が始まる時と同じジングル映像の音声部分だけが入っている。
同局は女性アナウンサーが進行する番組が多い中、吉本芸人とシンガーソングライターがパーソナリティーを務める、異色の番組である。
2020年3月27日（金）、OHK（岡山放送）のアナウンサーをゲストに迎え最終回となった。最終回を迎える前日にレディオモモうたわら公式Twitterにて大切なお知らせがあると告知していた。

### 自主制作番組
- OKAYAMA CITY INFORMATION SQUARE （月曜 - 金曜 9:00 - 9:15）※かつては月曜 - 金曜 16:30 - 16:45に放送

開局時から続く岡山市の広報番組。
- レディオモモ音の箱 - ノンDJによるノンストップミュージック番組
  - 第1・第3・第5月曜 19:00 - 20:00
  - 第2・第4月曜、第1・第3・第5水曜、第2・第4・第5木曜 19:00 - 19:30
  - 第1土曜 9:00 - 9:30 / 第3・第5土曜 9:00 - 10:00
  - 第2・第4・第5土曜 11:00 - 11:30、13:30 - 14:00
  - 土曜（第4土曜を除く） 17:00 - 17:30
  - 土曜（奇数月第4土曜を除く） 22:00 - 22:30
  - 第1・第5土曜 23:00 - 24:00 / 第2・第4土曜 23:00 - 23:30 / 第3土曜 23:30 - 24:00
  - 日曜 10:30 - 10:40、19:00 - 19:30
  - 第2・第4・第5日曜 15:30 - 16:00
- FPおくだっちの情報見聞録（月

19:00 - 19:15）
- コトバラジオ （木 19:00 - 20:00）
- 夢造る おかやま人（金 18:30 - 19:00）
- 未来への情熱★キックオフ!（金 19:00 - 19:30）
- かおりの「ちまたの風」（土 11:00 - 11:30、土 17:30 - 18:00）
- アンクル岩根の岡山ライブラリー（土 17:00 - 17:30）
- フォーク・リバイバル（土 11:30 - 12:00、再放送：土 18:00 - 18:30）
- FM男の食卓（土 18:30 - 19:00）
- メガトンロックンロールショウ（土 19:00 - 20:00、2012年よりミュージックバードを通じ全国のコミュニティFMでも放送。全国放送枠は月 26:00 - 27:00で当局では再放送となる。）
- SOUND MEMORIES（土 20:00 - 21:00、再放送：翌週土 12:00 - 13:00）
- MUSICK SPECTACLE（土 21:00 - 22:00）
- キャンパスステーション（第1 - 3週土 22:00 - 22:30）
- カギトーク（第4週土 22:00 - 22:30）
大学生による自主制作番組、エフエムくらしきでも放送、その他の週は土曜はMUSIC TRAINを放送。
- トキメキ大学おしゃべり学部（土 22:30 - 23:00）
- MUSIC TRIBE RADIO（水 20:30 - 21:00、2014年4月11日よりスタートした番組でシンガーソングライターLugz&Jeraがパーソナリティーを務める。）
- MOVE ON（第1・第3週金 19:30 - 20:00、再放送：同土 22:30 - 23:00）2011年10月よりスタートしたインスト音楽番組でサックス奏者の入江修がメインパーソナリティを務める。）

## その他
- 時報前のジングルは20年以上にわたり同じ素材が使用されていたが、2025年4月中旬から、J-WAVE「STEP ONE」ナビゲーターのサッシャの声による新ジングルにリニューアルされた。サッシャが4月11日に同局を訪れたことを、本人と局のSNSで明かされている。また、同時期から、生ワイド番組内でもサッシャによるボイスジングルが流れることがある。
- トラフィック・インフォメーションで使用されているジングルは、嘗てJ-WAVEで使用していたもの（チック・コリア作曲）である。
- 日曜日は自社制作番組が全くなく、ミュージックバードの番組で占められていたが、2013年12月より午後に自社制作番組が始まり、それ以降日曜日の自社制作番組が増える傾向にある。
- 時報のコマーシャルはタイムテーブルに記載の時刻だけ企業のコマーシャルがある。その時間以外は企業コマーシャルの代わりにジングルを流して時報音を放送するが、コマーシャルを放送し過ぎ、および番組が伸びた（リクエスト曲が長いなど）ためにジングルを出す時間が無くなって時報音のみを放送する場合がある。
- 年末年始や祝日、また土曜や日曜などの時報は、時報を示すジングルだけが放送され、時報音が放送されない時間帯や一切時報が無い時もある。